# Hohner

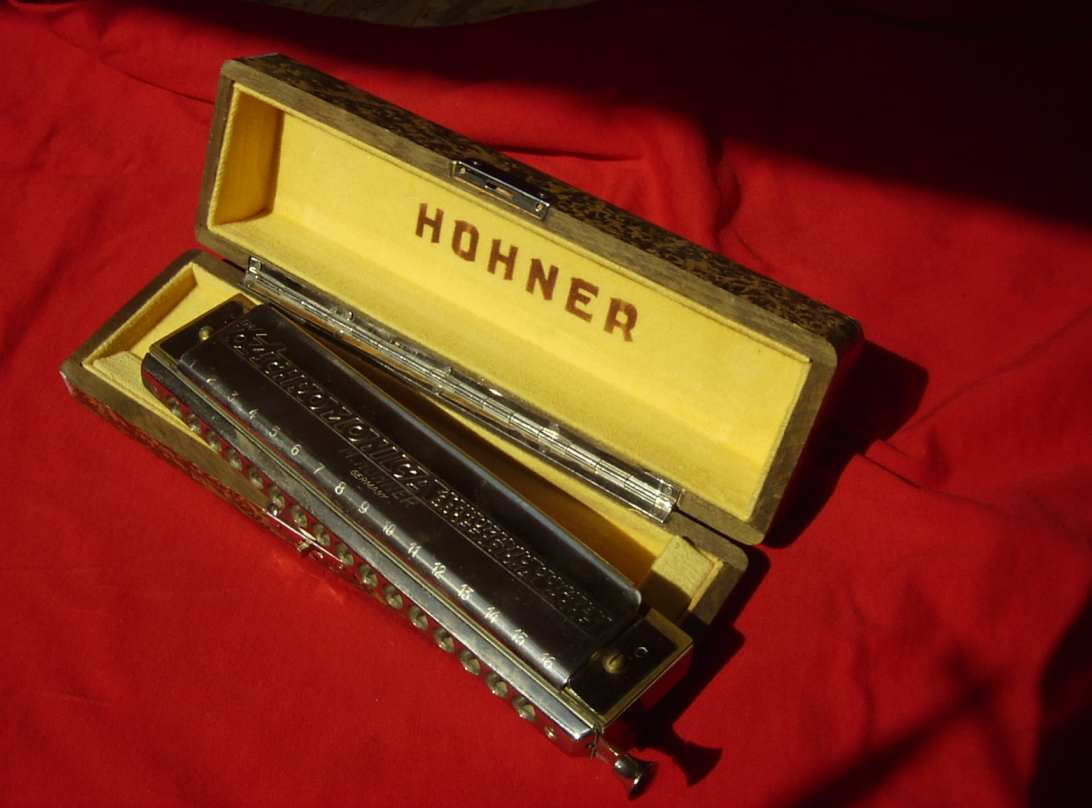
Un'armonica cromatica prodotta dalla Hohner

La Hohner Musikinstrumente GmbH & Co. KG è una azienda tedesca con sede a Trossingen, specializzata nella produzione di strumenti musicali.
Fondata nel 1857 è nota soprattutto per la produzione di armoniche a bocca e fisarmoniche. Nel settore delle armoniche a bocca ha prodotto molti modelli innovativi spesso usati dai più apprezzati professionisti dello strumento; il numero di armoniche prodotte è calcolato in circa un milione all'anno.
Altri strumenti prodotti della Hohner sono kazoo, flauti, melodiche, chitarre, bassi acustici, sassofoni.
Negli anni sessanta e settanta produsse anche innovative tastiere elettromeccaniche.